# Presostato

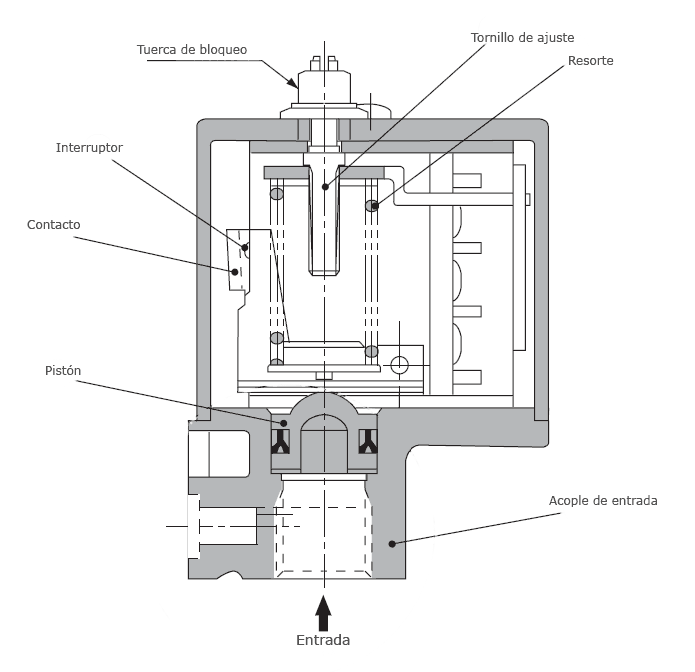
Diagrama de un presostato.

Un presostato es un aparato que cierra o abre un circuito eléctrico dependiendo de la lectura de presión de un fluido.

## Operación
El fluido ejerce una presión sobre un pistón interno haciendo que se mueva hasta que se unen dos contactos. Cuando la presión baja, un resorte empuja el pistón en sentido contrario y los contactos se separan.
Un tornillo permite ajustar la sensibilidad de disparo del presostato al aplicar más o menos fuerza sobre el pistón a través del resorte. Usualmente tienen dos ajustes independientes: la presión de encendido y la presión de apagado.
No deben ser confundidos con los transductores de presión (medidores de presión); mientras estos últimos entregan una señal variable con base al rango de presión, los presostatos entregan una señal apagado/encendido únicamente.

## Tipos
Los tipos de presostatos varían dependiendo del rango de presión al que pueden ser ajustados, temperatura de trabajo y el tipo de fluido que pueden medir.
Puede haber varios tipos de presostatos:
- Presostato diferencial: Funciona según un rango de presiones, alta-baja, normalmente ajustable, que hace abrir o cerrar un circuito eléctrico que forma parte del circuito de mando de un elemento de accionamiento eléctrico, comúnmente motores.
- Alta diferencial: Cuando se supera la presión estipulada para el compresor, el rearme puede ser manual o automático.
- Baja diferencial: Cuando la presión baja más de lo estipulado para el compresor, el rearme puede ser manual o automático.

## Usos
Los usos son muy variados. Algunos ejemplos:
- La luz roja de falta de presión de aceite de un automóvil está conectada a un presostato
- La bomba de agua está controlada por un presostato en el sistema hidroneumático (hidráulico) de una casa
- Para proteger motores en refrigeración de la falta de aceite, se utilizan presostatos diferenciales, cuando la presión de aceite se acerca a la presión del circuito detiene al motor. Al variar constantemente la presión del circuito la única forma de controlar la presión del aceite es compararla con la del circuito en ese momento, de esta manera el presostato actúa por diferencia de presiones y no por una presión fija.
- Para proteger máquinas  de refrigeración de altas o bajas presiones

Los presostatos en general no tienen la capacidad para encender directamente el equipo que están controlando y se ayudan con un relevador o contacto eléctrico, no obstante en refrigeración es bastante común observar presostatos que comandan directamente compresores monofásicos sin pasar la potencia por un contactor o relé. El encendido del aire acondicionado de un coche también va determinado por un presostato de alta cuando esta en su funcionamiento completo a plena carga.
- Datos: Q1261034
- Multimedia: Pressure switches / Q1261034